# Beilschmiedia sphaerocarpa
Beilschmiedia sphaerocarpa är en lagerväxtart som beskrevs av H. Winkler. Beilschmiedia sphaerocarpa ingår i släktet Beilschmiedia och familjen lagerväxter. Inga underarter finns listade i Catalogue of Life.